# Cloruro de bismuto(III)
El cloruro de bismuto(III), también conocido como tricloruro de bismuto, es un compuesto químico. Su fórmula química es BiCl3. Tiene iones de bismuto y cloruro. El bismuto se encuentra en su estado de oxidación +3.

## Propiedades
El cloruro de bismuto(III) es un sólido de color amarillo pálido. Reacciona con el agua para producir oxicloruro de bismuto y ácido clorhídrico. Se disuelve en ácidos como el ácido clorhídrico. Reacciona con agentes reductores para hacer bismuto metálico.

## Preparación
Se hace reaccionando el bismuto con cloro. También se puede obtener disolviendo el óxido de bismuto(III) en ácido clorhídrico. El bismuto puede disolverse en ácido nítrico para producir nitrato de bismuto(III), que reacciona con cloruro de sodio para producir cloruro de bismuto(III).

## Usos
Se utiliza como catalizador en la química orgánica. Es una buena fuente de bismuto y se utiliza para hacer otros compuestos de bismuto.

## Seguridad
El cloruro de bismuto(III) puede causar quemaduras en la piel porque produce ácido clorhídrico cuando reacciona con el agua. Irrita el tracto gastrointestinal.